# Mir Environmental Effects Payload

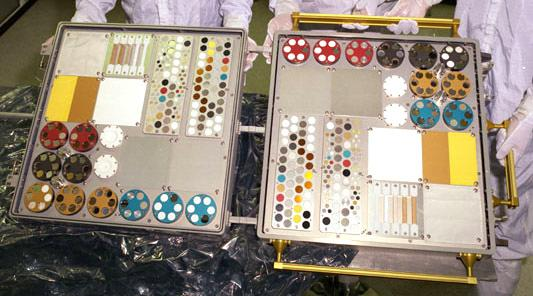
L'esperimento POSA-I prima del lancio avvenuto durante la missione STS-76.

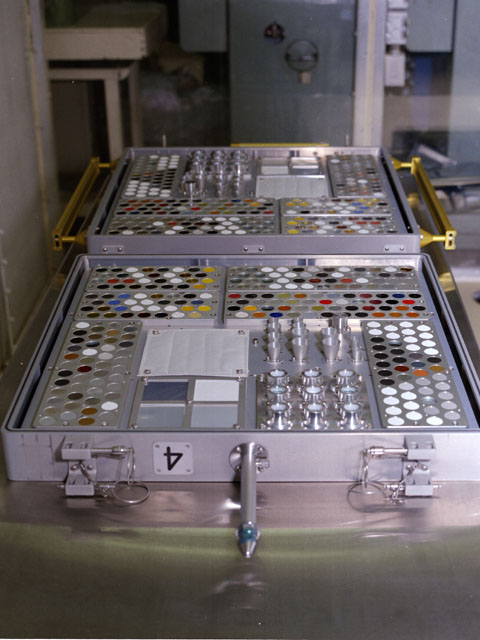
L'esperimento POSA-2 prima del lancio avvenuto durante la missione STS-76.

Il Mir Environmental Effects Payload (MEEP) è stato un set di esperimenti installati sulla stazione spaziale russa Mir dal marzo 1996 all'ottobre 1997 per studiare l'effetto che gli impatti di detriti spaziali e l'esposizione all'ambiente spaziale avrebbero avuto su una serie di materiali. I materiali testati furono scelti in quanto candidati all'utilizzo nella costruzione della Stazione spaziale internazionale (ISS), quindi, esponendoli ad un'altezza orbitale simile a quella prevista per il collocamento della ISS, si volle valutare le loro performance in presenza dell'ambiente spaziale in cui si sarebbero venuti a trovare. Il set di prove MEEP fornì anche dati riguardanti l'effetto degli impatti di detriti spaziali di origine umana o naturale, ad esempio micrometeoroidi, e la frequenza con cui tali impatti avvenivano. Gli esperimenti furono installati sul modulo di attracco della Mir durante la missione STS-76, condotta dallo Space Shuttle Atlantis e recuperati durante la missione STS-86, condotta sempre dallo Space Shuttle Atlantis.

## Componenti

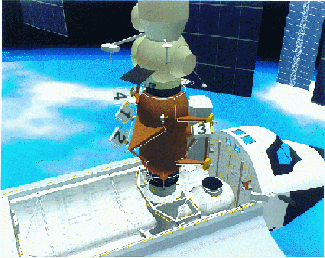
Uno schema dei quattro esperimenti installati sul modulo della Mir: PPMD (1), ODC (2), POSA I (4) e POSA II (3).

La serie MEEP consisteva di quattro esperimenti separati montati all'interno di quattro opportuni contenitori denominati Passive Experiment Carriers (PEC) installati sul sopraccitato modulo di attracco. Ogni PEC era formato da tre componenti: il contenitore vero e proprio, che conteneva l'esperimento, un guscio rinforzato, che garantiva la sicurezza dell'esperimento all'interno del vano di carico dello Space Shuttle durante il lancio e il ritorno, e un dispositivi di aggancio atto ad assicurare il PEC al modulo di attracco della stazione spaziale.
Il primo esperimento, chiamato Polished Plate Micrometeoroid and Debris (PPMD), era formato da lamine d'oro, di alluminio e di zinco, e serviva a studiare la frequenza con cui stazione orbitante venova colpita da detriti spaziali, le dimensioni e la provenienza di tali detriti e il danno che questi ultimi avrebbero potuto causare alla stazione.
Il secondo esperimento, chiamato the Orbital Debris Collector (ODC), aveva lo scopo di catturare detriti spaziali all'interno di celle di aerogel in modo che essi potessero poi essere portati sulla Terra e se ne potesse identificare l'origine e la composizione.
Gli ultimi due esperimenti, chiamati Passive Optical Sample Assemblies I (POSA I) e II (POSA II), erano stati creati per testare il comportamento in ambiente spaziale di diversi materiali il cui uso era stato previsto nella realizzazione della Stazione Spaziale Internazionale, tali materiali includevano diversi campioni metallici ma anche vernici, rivestimenti vetrosi e isolanti multistrato.

## Storia

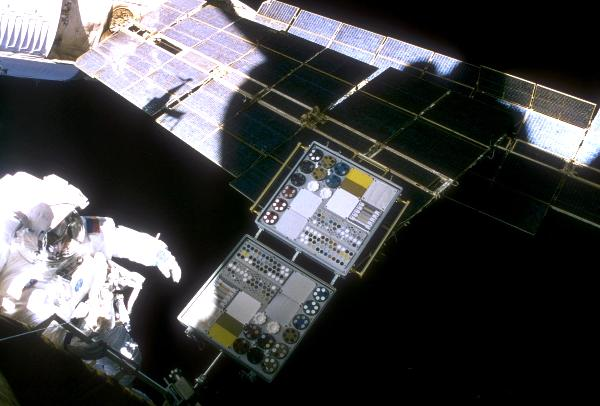
Il posizionamento dell'esperimento POSA I.

Come detto, gli esperimenti del set MEEP furono progettati per valutare l'intensità della contaminazione molecolare che le superfici esterne della ISS avrebbero subito nell'ambiente spaziale nonché per valutare le performance e il grado di deterioramento dei materiali con cui si era pensato di poter realizzare tali superfici. Il Langley Research Center della NASA ebbe la responsabilità del progetto MEEP nonché dello sviluppo dei PMC e dell'esperimento PPMD. La realizzazione dell'esperimento ODC fu invece affidato al Johnson Space Center, mentre lo sviluppo dei progetti POSA I e POSA II fu assegnato rispettivamento al Marshall Space Flight Center e alla divisione della Boeing per la difesa, lo spazio e la sicurezza.
Gli esperimenti furono lanciati nello spazio a bordo dello Space Shuttle Atlantis il 22 marzo 1996, nel corso della missione STS-76, e furono installati sul modulo di attracco della Mir il 26 marzo 1996 da Michael R. Clifford e Linda M. Godwin, durante l'unica attività extraveicolare (EVA) effettuata nel corso della missione. Il MEEP rimase agganciato alla Mir per 18 mesi, fino al 1º ottobre 1997, quando, durante il settimo giorno della missione STS-86, gli esperimenti furono recuperati dagli astronauti Vladimir Titov e Scott E. Parazynski. Gli esperimenti furono quindi riportati a Terra il 6 ottobre 1997 perché fossero ispezionati ed analizzati da vari team di scienziati.